# 复叶角蕨
复叶角蕨（学名：Cornopteris badia）为蹄盖蕨科角蕨属下的一个种。其种加词“badia”意为“栗色的”。